# Bankia
Bankia — испанский банковский конгломерат, сформированный в декабре 2010 года как союз семи региональных сберегательных банков. Имея 12 миллионов клиентов (как физических, так и юридических лиц) банк являлся четвёртым по величине банком в Испании. В 2012 году испытывал большие финансовые проблемы и был частично национализирован (90 % акций в обмен на помощь в 23,5 млрд евро). В 2021 году банк был поглощён CaixaBank.

## История
Bankia был сформирован 3 декабря 2010 года в результате объединения семи испанских финансовых институтов, с преобладанием в их сфере влияния. Слияние семи сберегательных банков, известное как cold fusion, состоялось всего за четыре месяца. Контроль над Bankia получил Caja Madrid (52,06 %), остальные доли распределились следующим образом:
- 37,70 % Bancaja
- 2,45 % La Caja de Canarias
- 2,33 % Caja de Ávila
- 2,11 % Caixa Laietana
- 2,01 % Caja Segovia
- 1,34 % Caja Rioja

### Сложности в 2012 году
В 2012 году банк столкнулся с серьёзными убытками; испанское государство договорилось конвертировать ранее выделенный Bankia кредит в размере 4,5 миллиарда евро в 45 процентов акций банка.
В мае того же года банк сообщил, что в результате пересмотра отчетности за 2011 год его убыток увеличился с ранее объявленных 309 млн евро до 3 млрд евро, и запросил помощь у государства в размере 19 млрд евро. Государство заявило о предоставлении финансирования в обмен на увеличение госпакета акций Bankia до 90 %.
В сентябре 2020 года совет директоров одобрил слияние с другим испанским банком, CaixaBank, в декабре это слияние было одобрено внеочередных общим собранием акционеров, а в марте 2021 года — регуляторами рынка. Сумма сделки составила 4,3 млрд евро, CaixaBank после слияния стал крупнейшим банком Испании, занимая около четверти национального рынка.

## Деятельность
Сеть Bankia на 2020 год насчитывала 2300 отделений и более 5 тысяч банкоматов. Основными регионами деятельности были Мадрид, Валенсия, автономная область Мурсия, Балеарские и Канарские острова.
Bankia работал в сфере розничных банковских услуг, корпоративных финансов, рынков капитала, управления активами и частного банковского обслуживания, предлагая широкий спектр финансовых продуктов и услуг как для своих клиентов, так и на международном рынке. Bankia присутствует на всей территории Испании, а также в таких городах как Пекин, Дублин, Лиссабон, Лондон, Майами, Милан, Мюнхен, Порту, Париж, Шанхай, Варшава и Вене.
Банк имел свой зарегистрированный офис и адрес дочерних компаний в Валенсии (Испания), а его оперативный штаб находится в Мадриде. Также Bankia имел международное присутствие в следующих странах: Германия, Австрия, Китай, Франция, Ирландия, Италия, Польша, Португалия, Соединённое Королевство и Соединённые Штаты.